# Guerino Casasanta
Guerino Casassanta (Minas Gerais, 1894-1962) foi professor em Belo Horizonte, exerceu o cargo de Inspetor de Instrução, sendo professor de Psicologia no Instituto Estadual de Educação, e um autor de livros principalmente sobre pedagogia, sendo a sua obra mais citada o livro Jornais Escolares (1939).  

## Livros
Amaral (2013, p.125 e 126) cita no artigo Os jornais estudantis Ecos Gonzagueanos e Estudante: apontamentos sobre o ensino secundário católico e laico (Pelotas/RS, 1930 a 1960) as reflexões de Casasanta: No que  tange  à  análise  de  jornais  estudantis  ou, como  eram  especificados  pela bibliografia da época, jornais escolares, no período pós 1930, é fundamental a leitura de Guerino  Casasanta  que  publicou, em  1939,o  livro Jornais escolares, resultado de  um inquérito  sobre  jornais  escolares,  realizado  em  Minas  Gerais  no  ano  de  1933,  quando ocupava o cargo de inspetor de ensino do Estado. 
Nessa obra, o autor fundamenta a importância pedagógica do jornal escolar para os alunos e para a escola, aponta objetivamente as possibilidades de sua inserção junto ao currículo escolar e apresenta em detalhes as etapas de sua elaboração e organização, ou seja, dá as dicas de como fazer um tipo ideal de jornal escolar.
Nesse trabalho, o aluno, sob  a  supervisão  de  seus  professores,  exerceria  uma  atividade  que  o  prepararia  para  o futuro,  vivenciando  situações que  levassem  a:  “preparar  o  indivíduo  a  viver  numa democracia;  tornar  o  indivíduo  guia  de  si  mesmo;  ensinar  o  valor  da  cooperação; despertar o interesse do educando pela escola; despertar no educando os sentimentos de ordem e de legalidade, etc.” (Casasanta, 1939, p. 39-40).
Casasanta (1939) reitera a importância do jornal escolar e afirma que:
A  escola  deve  ser  uma  família,  devendo  predominar  aí  o  espírito coletivo.  O  jornal  alimenta  esse  espírito,  promove  a  cooperação, estimula as  iniciativas.  É  o  traço  de  união  entre  seus  membros.As  atividades escolares,  como,  aliás,  todas  as  atividades  sociais,  requerem  estímulo  e incitamento. A publicidade é um meio de êxito e sucesso. O jornal escolar pode  manter  vivas  as atividades,  incentivando  o  entusiasmo  entre  os alunos,  levando-os  a  empregar  nelas  todo  o  esforço  e  toda  a  atenção.O jornal  une  a  escola  à  sociedade,  pondo-a  constantemente  a  par  de  sua vida e de suas realizações. Estabelece, assim, um entendimento recíproco, interessando o povo na obra escolar.O jornal leva aos pais, aos ex-alunos e  a  todos  as  notícias  da  escola.  Matem-se,  dessa  forma,  sempre  vivo  o interesse  daqueles  que  viveram  na  escola  e  cujas  notícias  lhes  são particularmente  gratas.As  notícias  davida  escolar,  de  suas  iniciativas  e atividades,  suscitarão  iguais  procedimentos  a  outros  estabelecimentos.Não se poderá dizer que o treino do aluno no jornal escolar seja indício de que,  mais  tarde,  se  trone  um  jornalista  [...]  Entretanto  o  exercício  que o jornal  escolar facilita,  poderá  ser  o  ponto  de  partida  da  revelação  de  uma tendência. (p. 40 e 41)
Além dos pressupostos citados, o autor assinala que o jornal escolar repercutiria no desenvolvimento  de  qualidades  que  as  matérias  de  ensino  não  incentivavam,  senão  em pequena  escala,  tais  como  a  iniciativa,  a  liderança  e  as  características  pessoais  dos alunos. O jornal seria uma forma de estabelecer intercâmbio entre as escolas, de registrara história da mesma, de propagar a escola, de atrair para ela o interesse da população: “o que  devemos  esperar  do  jornal  é  que  seja  educativo.É  meio  ótimo  para  que  a personalidade da criança se patenteie, indicando os seus anseios, as suas tendências, as suas aptidões” (Ibid.,p. 41). 
O trabalho de Casasanta também é mencionado por Pinheiro (2004). A autora  menciona que Casasanta traça prescrições detalhadas para o desenvolvimento satisfatório do jornal escolar sistematizadas a partir da experiência.  
Segundo o autor, o texto deveria ser de cunho nitidamente infantil, mas dirigido pelo professor. Esta orientação é um exemplo de como deveria ser a linguagem do jornal escolar ideal, que despertasse o interesse e a curiosidade infantis. O jornal escolar, segundo Casasanta é caracterizado como um jogo, uma brincadeira que prepara para o futuro. O autor afirmava que, se o jornal não tiver a participação ativa do aluno, será uma atividade inteiramente perdida e defende essa participação desde o processo de criação do periódico como condição para que se torne um eficiente instrumento de progresso e crescimento. O autor confirma que o jornal escolar está incluído no rol das atividades extra-classe e destaca os valores genéricos dessas atividades, tomando o cuidado, porém, de atribuí-los especificamente aos jornais escolares. São eles: Preparar o indivíduo a viver numa democracia; tornar o indivíduo guia de si mesmo; ensinar o valor da cooperação; despertar o interesse do educando pela escola; despertar no educando os sentimentos de ordem e de legalidade, etc. 
Em 1932, um artigo assinado por Guerino Casassanta (Santos, 2019, p.76-77) manifestava a preocupação com os prejuízos de se confundir retardados com os anormais. E faz uma defesa da homogeneização das classes, de modo que os retardados pudessem ter o destino certo, com educação que lhes era devida e necessária: 
O trabalho de homogeneização das classes, que se tem processado em nossos grupos escolares, motivou o estudo de um problema sério e relevante: o destino dos retardados. Sabe-se que essas crianças apresentam um crescimento mental deficiente, muito abaixo da média normal e, em consequência, com pequenas probabilidades de vencerem e progredirem. Ao contrário do que se possa supor, essas crianças requerem um cuidado todo especial pelas dificuldades de adaptação ao meio social e, por isso, destinadas, em regra, a aumentar o número dos inúteis, dos viciosos e dos pervertidos. A escola tem o dever de examinar cuidadosamente a situação dessas crianças e procurar solucioná-la de maneira que, mais dia, menos dia, não se vejam elas na impossibilidade de viver honestamente. (REVISTA DO ENSINO, 1932, p. 38).

## Escolas
Em Minas Gerais, existem escolas com o nome do Prof. Guerino Casassanta. 
São elas: 
- Escola Estadual Professor Guerino Casassanta na Rua Treze de Maio, 2009. Bela Vista. Ouro Fino-MG (Link)
- Escola Estadual Professor Guerino Casassanta na Rua São Miguel, 269. São Miguel Arcanjo. Ribeirão das Neves - MG (Link)

1. ↑  FILGUEIRAS, Zuleide Ferreira. A presença italiana em nomes de ruas de Belo Horizonte: passado e presente. 2011. 349f. Dissertação (Mestrado) – Programa de Pós-Graduação em Estudos Linguísticos da Faculdade de Letras, Universidade Federal de Minas Gerais, Belo Horizonte, 2011.
2. ↑  SANTOS, Eli Ribeiro dos. A educação da anormalidade na Revista do Ensino de Minas Gerais (1925-1940). 2019. 116 f. Dissertação (Mestrado em Educação) - Instituto de Ciências Humanas e Sociais, Universidade Federal de Ouro Preto, Mariana, 2018.
3. ↑  Amaral, Brasil, G. L. do. (2013). Os jornais estudantis Ecos Gonzagueanos e Estudante: apontamentos sobre o ensino secundário católico e laico (Pelotas/RS, 1930 a 1960) - The student newspaper Ecos Gonzagueanos e Estudante: notes on the secondary schools catholic and secular (Pelotas/RS). Revista História Da Educação, 17(40), 121–142. Disponível: https://seer.ufrgs.br/index.php/asphe/article/view/38090 Acesso em 03 Junho 2023
4. ↑  Casasanta, Guerino (1939). Jornais escolares. Minas Gerais: Companhia editora nacional. p. 39-41. 3 páginas
5. ↑  PINHEIRO, Ana Regina. O jornal escolar Nosso Esforço e as práticas escolares do curso primário do Instituto de Educação (1936-1939). In: ENCONTRO REGIONAL DE HISTÓRIA – O lugar da História, 17., 2004, Campinas. Anais..., Campinas, 2004. p. 2-8. Disponível em: http://www.anpuhsp.org.br/sp/downloads/CD%20XVII/ST%20XXIII/ Ana%20Regina%20Pinheiro.pdf. Acesso em: 03 Junho 2023.